# Gigantour (álbum)
Gigantour é um álbum gravado em 2005 durante um tour homônimo pelas bandas de Heavy metal Megadeth, Dream Theater, Anthrax, Fear Factory, Life of Agony, Nevermore, Dry Kill Logic, Symphony X e Bobaflex.
Ele consiste das gravações do show de 2 de setembro de 2005, em Montreal e o show de Vancouver em 9 de setembro de 2005. Foi lançado como CD em 22 de agosto de 2006 e como DVD em 5 de setembro de 2006.

## Faixas

### Disco 1
| N.º | Título                 | Compositor(es)                                                     | Banda          | Duração |  |
| 1.  | "Caught in a Mosh"     | Anthrax                                                            | Anthrax        | 5:02    |  |
| 2.  | "I Am the Law"         | Anthrax, Danny Lilker                                              | Anthrax        | 6:44    |  |
| 3.  | "Better Than Me"       | Shaun McCoy, Marty McCoy, Mike Steele, Jerod Mankin, Tommy Johnson | Bobaflex       | 2:29    |  |
| 4.  | "Medicine"             | McCoy, McCoy, Steele, Mankin, Johnson                              | Bobaflex       | 2:29    |  |
| 5.  | "Panic Attack"         | John Petrucci                                                      | Dream Theater  | 7:07    |  |
| 6.  | "The Glass Prison"     | Mike Portnoy                                                       | Dream Theater  | 13:10   |  |
| 7.  | "Lost"                 | Cliff Rigano, Jason Bozzi, Phil Arcuri                             | Dry Kill Logic | 2:31    |  |
| 8.  | "Paper Tiger"          | Rigano, Bozzi, Arcuri                                              | Dry Kill Logic | 3:48    |  |
| 9.  | "The Day He Died"      | Keith Caputo, Joey Z., Alan Robert, Sal Abruscato                  | Life of Agony  | 3:17    |  |
| 10. | "Love to Let You Down" | Caputo, Z., Robert, Abruscato                                      | Life of Agony  | 3:33    |  |

### Disco 2
| N.º | Título                       | Compositor(es)                                          | Banda        | Duração |  |
| 1.  | "She-Wolf"                   | Dave Mustaine                                           | Megadeth     | 3:35    |  |
| 2.  | "A Tout Le Monde"            | Mustaine                                                | Megadeth     | 4:31    |  |
| 3.  | "Kick the Chair"             | Mustaine                                                | Megadeth     | 4:08    |  |
| 4.  | "Transgression"              | Burton C. Bell, Christian Olde Wolbers, Raymond Herrera | Fear Factory | 4:55    |  |
| 5.  | "Archetype"                  | Wolbers, Herrera                                        | Fear Factory | 4:40    |  |
| 6.  | "Born"                       | Warrel Dane, Jeff Loomis                                | Nevermore    | 4:59    |  |
| 7.  | "Enemies of Reality"         | Dane, Loomis                                            | Nevermore    | 4:51    |  |
| 8.  | "Inferno (Unleash the Fire)" | Russell Allen, Michael Romeo                            | Symphony X   | 5:12    |  |
| 9.  | "Of Sins and Shadows"        | Thomas Miller                                           | Symphony X   | 5:41    |  |

## Créditos

### Dream Theater
- James LaBrie - vocais
- John Petrucci - guitarras, vocal de apoio
- John Myung - baixo
- Jordan Rudess - teclados
- Mike Portnoy - bateria, percussão, vocal de apoio

### Anthrax
- John Bush - vocais
- Dan Spitz - guitarrasra
- Scott Ian - guitarrasras, vocal de apoio
- Frank Bello - baixo
- Charlie Benante - bateria

### Life of Agony
- Keith Caputo - vocais, teclados
- Joey Z. - guitarrasras, vocal de apoio
- Alan Robert - baixo, vocal de apoio
- Sal Abruscato - bateria

### Dry Kill Logic
- Cliff Rigano – vocals
- Jason Bozzi – guitarras
- Brendan Kane Duff – baixo
- Phil Arcuri – bateria

### Bobaflex
- Shaun McCoy - vocais, guitarrasras
- Marty McCoy - vocais, guitarrasras
- Mike Steele - guitarrasras, vocal de apoio
- Jerod Mankin - baixo, vocal de apoio
- Tommy Johnson - bateria

### Megadeth
- Dave Mustaine - guitarras, vocais
- Glen Drover - guitarras, vocal de apoio
- James MacDonough - baixo
- Shawn Drover - bateria

### Fear Factory
- Burton C. Bell − vocals
- Christian Olde Wolbers − guitarras
- Byron Stroud − baixo
- Raymond Herrera − bateria

### Nevermore
- Warrel Dane - vocais
- Jeff Loomis - guitarras, vocal de apoio
- Steve Smyth - guitarras
- Jim Sheppard - baixo
- Van Williams - bateria, percussão

### Symphony X
- Russell Allen − vocals
- Michael Romeo − guitarras
- Michael LePond − baixo
- Michael Pinnella − teclados
- Jason Rullo − bateria